# フェイス (三澤紗千香の曲)
「フェイス」は、三澤紗千香の楽曲。y0c1eが作詞・作曲を手掛けた。三澤の3枚目のシングルとして2014年8月6日にワーナー・ブラザース・ホームエンターテイメントから発売された。

## 音楽性
本曲は、テレビアニメ『白銀の意思 アルジェヴォルン』のエンディングテーマに起用された。
曲選びに際し三澤は同作品のアフレコに参加していないためすぐには作品の世界観に入っていけなかったが、最終的にはスタッフやキャストに「新しい時代のロボットアニメ」を感じさせ、同時に三澤の力強さや彼女の信念である「前に進む」ことが如実に表れている「フェイス」が作品に合っていると感じたという。
レコーディングでは当初多くの悩みを抱えていたがスタッフのアドバイスや彼らの評価で結果的に自信がつけられたという。その後マイクの前で歌えない状況を想定し、観客と一緒に楽しむことで自信につながる楽曲に仕上げたという。
PVは、森の中に廃線があるハイキングロードで撮影された。三澤自身廃線が未来と過去を繋ぐイメージを持っていて放置した人の意志も関係していると考えたため自然と愛着が湧きリクエストを決意したという。なお撮影場所には虫が多く小雨も降っていたため、虫を撃退したり髪が濡れないよう工夫したという。途中には三澤がトンネルの出口を目指して走るシーンが挿入されており、三澤によれば出口（希望）に向かって進むことが楽曲のテーマにも通じているという。

## シングルリリース
2014年8月6日にワーナー・ブラザース・ホームエンターテイメントから発売された。三澤のシングルとしては前作「リンクス」以来約1年ぶりのリリースとなる。
販売形態は初回限定盤（1000505211）と通常盤（1000505212）の2種リリースで、初回限定盤には本曲のPV、メイキング、TV-SPOTが収録されたDVDが同梱されている。
2曲目「シグナル」は、「絆」をテーマとしたしっとり感のある曲で、「フェイス」同様感謝の気持ちも込めたという。作詞・作曲を手掛けたカヨコは三澤のレコーディング風景に立ち会ったり彼女と話し合うなど初対面ながら親睦を深め、その後三澤の人物像を把握してから制作に取り掛かったという。歌詞の中には三澤を励ますようなフレーズが盛り込まれているが、実際にはカヨコの知人からの受け売りであるという。

## シングル収録内容
| 全編曲: 千葉"naotyu-"直樹。 |                             |            |       |
| #                           | タイトル                    | 作詞・作曲 | 時間  |
| 1.                          | 「フェイス」                | y0c1e      | 4:34  |
| 2.                          | 「シグナル」                | カヨコ     | 4:04  |
| 3.                          | 「フェイス -instrumental-」 |            | 4:34  |
| 4.                          | 「シグナル -instrumental-」 |            | 4:01  |
| 合計時間:                   | 合計時間:                   | 合計時間:  | 17:15 |

| #  | タイトル                     | 作詞 | 作曲・編曲 | 時間 |
| -- | ---------------------------- | ---- | ---------- | ---- |
| 1. | 「フェイス」(Music Video)    |      |            | 4:39 |
| 2. | 「フェイス」(MV Making film) |      |            |      |
| 3. | 「フェイス」(TV-SPOT)        |      |            |      |

## チャート
| チャート（2014年）                                 | 最高位 |
| -------------------------------------------------- | ------ |
| オリコン                                           | 39     |
| Billboard Japan Hot Singles Sales                  | 36     |
| Billboard Japan Top Independent Albums and Singles | 10     |